# Мачихино (посёлок станции)
станции Мачихино — посёлок в Троицком административном округе Москвы (до 1 июля 2012 года был в составе Наро-Фоминского района Московской области). Входит в состав поселения Киевский.

## История
Железнодорожная станция Мачихино была открыта в 1943 году на участке Бекасово — Столбовая. Станция получила название по соседней деревне Мачихино. То же имя получил и станционный посёлок.

## Население
| 2002 | 2010 |
| ---- | ---- |
| 39   | ↗50  |

Согласно Всероссийской переписи, в 2002 году в посёлке проживало 39 человек (20 мужчин и 19 женщин); преобладающая национальность — русские (74 %). По данным на 2005 год, в посёлке проживало 42 человека.

## Расположение
Посёлок Станции Мачихино находится примерно в 27 км к юго-западу от центра города Троицка. В посёлке расположена платформа Мачихино Большого кольца МЖД. Посёлок со всех сторон окружён лесами.

## Галерея

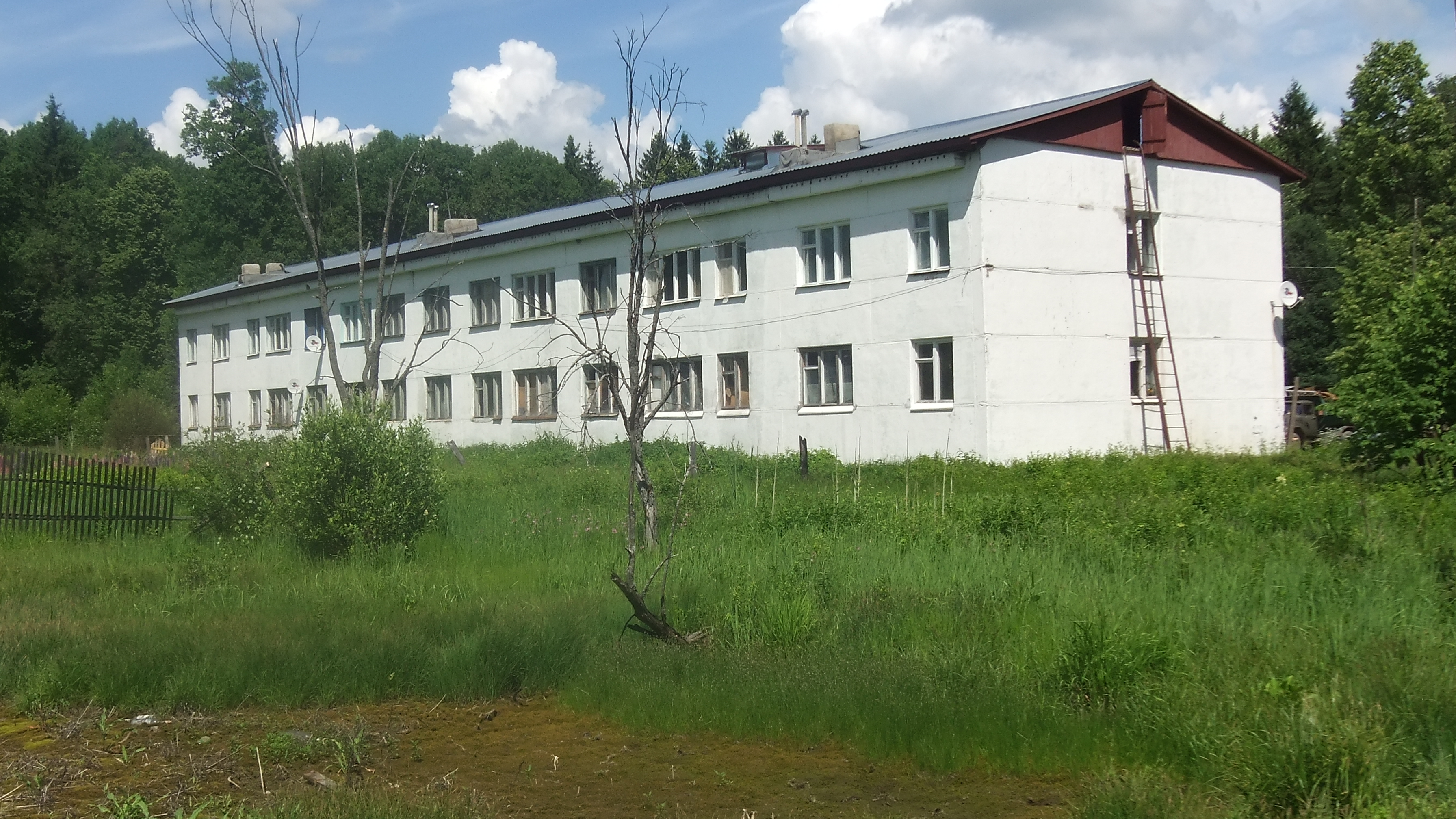
Единственный двухэтажный дом в посёлке
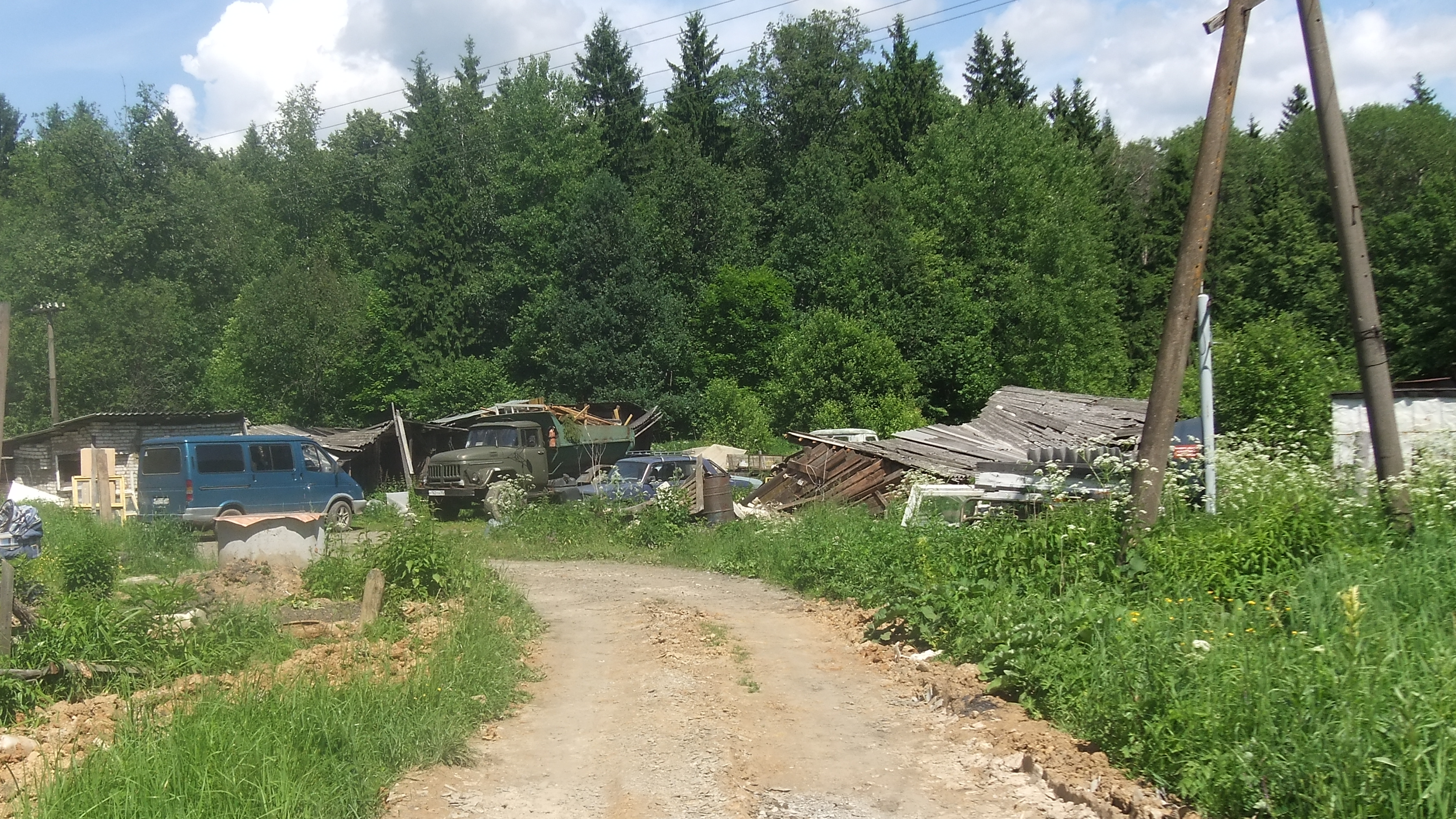
Двор у дома
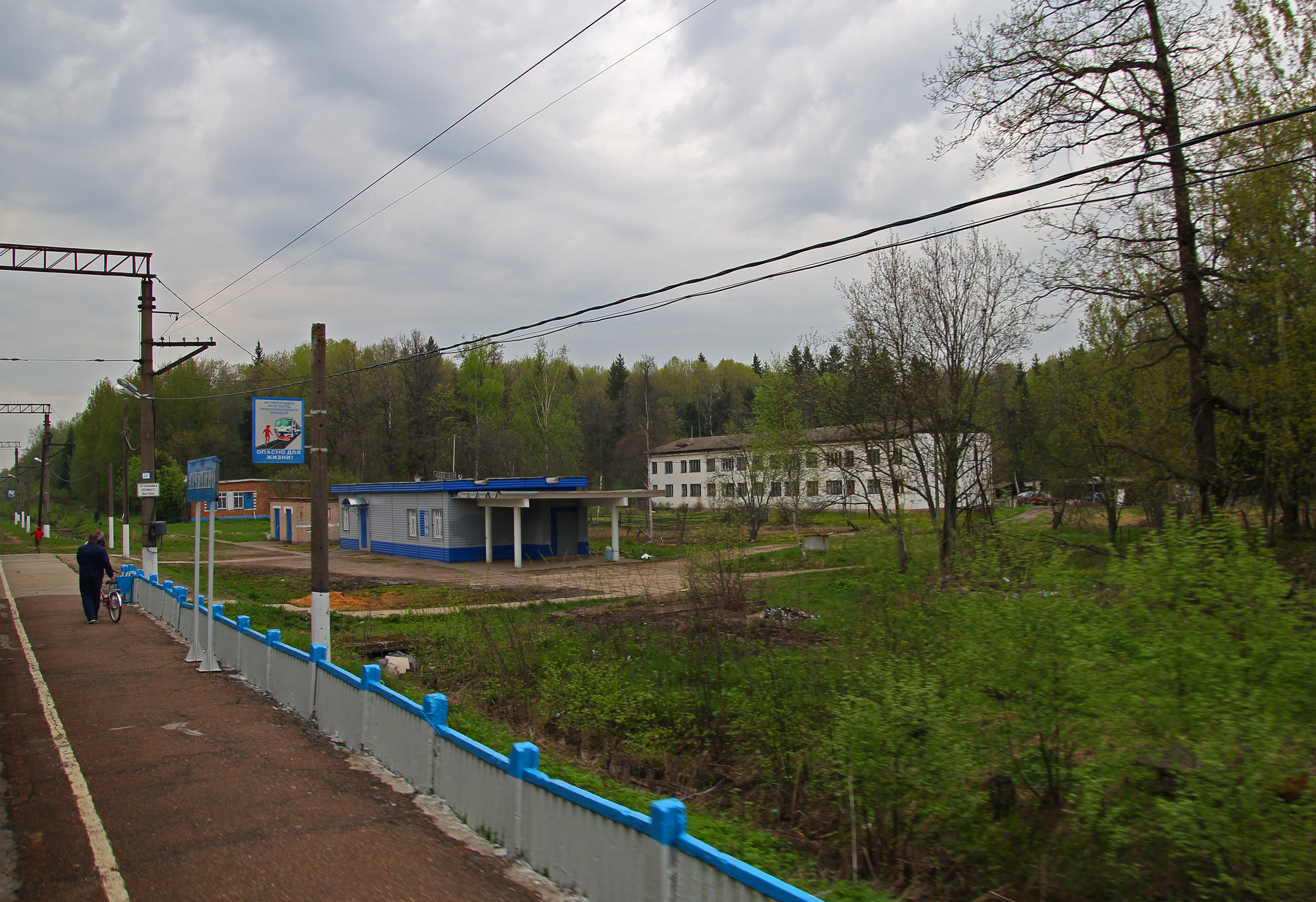
Вид на здание станции и посёлок